# Egon Urmann
Egon Urmann (* 18. ledna 1945 České Žleby u Lenory) je vypravěčem (a spoluautorem) vzpomínkové knihy „Tady jsem doma“; znalcem místopisu Šumavy a její poválečné česko–německé historie; místním průvodcem cizinců při poznávacích zájezdech do Národního parku Šumava; zprostředkovatelem při setkáních s někdejšími německými obyvateli Lenory, Horní Vltavice a Českých Žlebů a osobností podporující svými praktickými činy (pomoc při obnově sakrálních památek) a osvětovou činností (přednášky na regionální témata) přátelské soužití a spolupráci mezi Čechy a Němci v pohraničí jižních Čech ale především v šumavském regionu.

## Život

### Rodinný původ

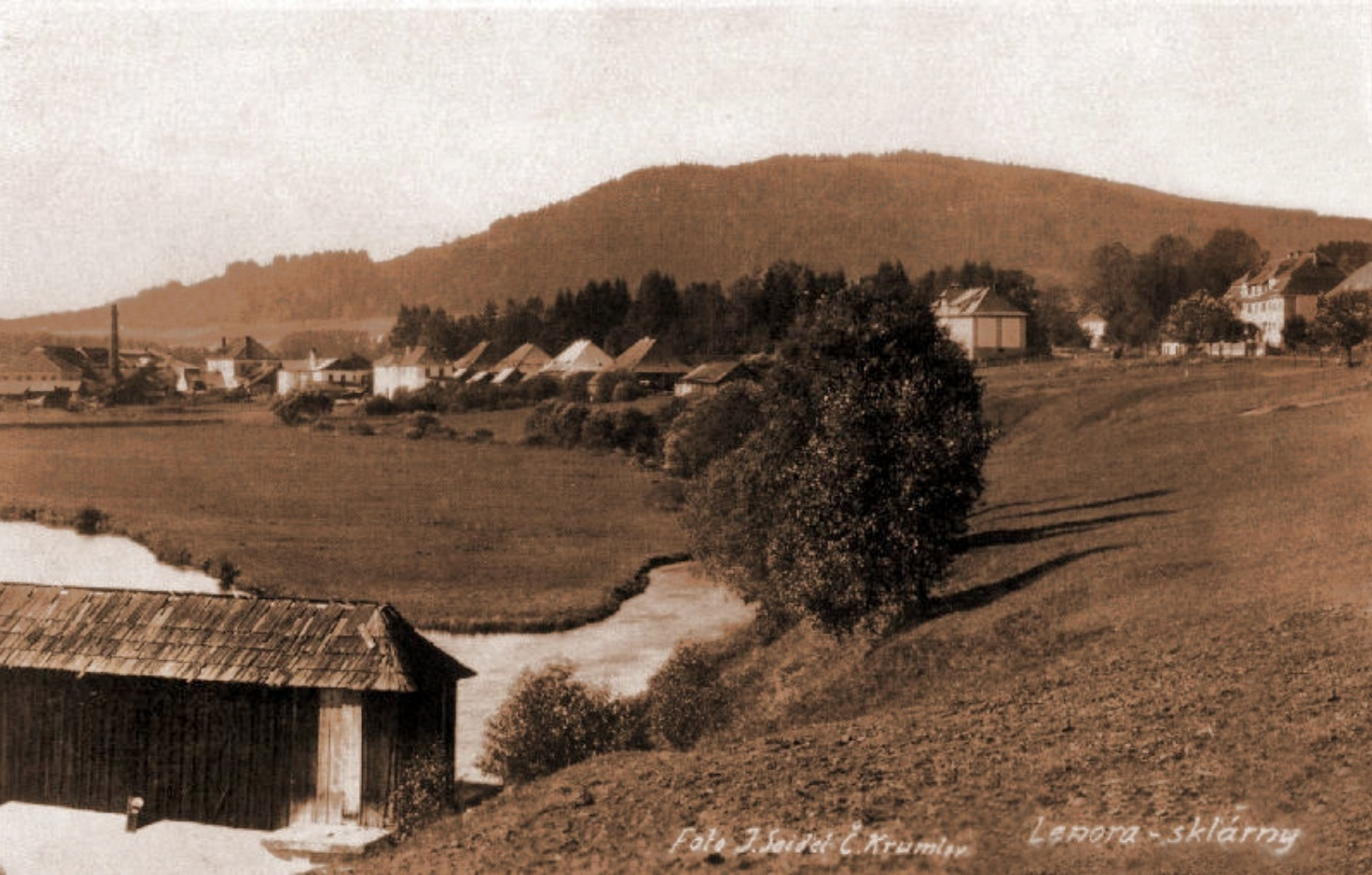
Lenora, rechle a objkety sklárny na historické pohlednici

Egon Urmann se narodil na sklonku druhé světové války dne 18. ledna 1945 v Českých Žlebech u Lenory v Němci obývané centrální Šumavě do rodiny německého kvalifikovaného skláře jako třetí dítě – syn (po předchozích dvou dcerách). Jeho matka Hermina pocházela z Českých Žlebů a byla povoláním švadlena. Nejstarší Egonova sestra se jmenovala po matce Hermina, druhá sestra pak Sieglinde. Po Egonovi měli manželé Urmannovi ještě čtvrté dítě – dceru jménem Burgunde.
Jeho rodný srubový dům stál blízko Lenory (hranice katastru obce Lenora byly od domu vzdáleny jen 40 m) při soutoku Travnaté Vltavy a Teplé Vltavy a patřil tehdy administrativně již ke vsi České Žleby. Dům byl vzdálen asi 100 m od tzv. „dolní huti“, kde se vyrábělo okenní sklo. Sklářskému řemeslu se věnoval nejen jeho otec, ale i jeho dědeček.
Po porodu řekla manželka svému muži německy větu, která byla pro tehdejší dobu charakteristická: „Na ja, einen Buben hast du, aber was aus ihm wird, das weiß man noch nicht. Womöglich ein russischer Kommissar.“ (přeložena do češtiny): „No dobře, tak teď kluka máš, ale co z něho bude se ještě neví. Možná i ruskej komisař.“.

### Státní příslušnost
Egon Urmann byl pokřtěn v Horní Vltavici, kam podle farnosti přináležel, ale rodný list (s hákovým křížem) mu vystavili v Českých Žlebech. Narodil se jako občan Německé říše, zhruba do roku 1953 byl na základě Benešových dekretů z roku 1945 bez státní příslušnosti (Československo německou státní příslušnost neuznávalo) a byl zbaven občanských práv. Nakonec mu byla československá státní příslušnost ale automaticky přiznána. Po sametové revoluci v Československu (v listopadu 1989) si požádal Egon o německé státní občanství, které mu bylo (navíc k tomu českému) přiznáno a v roce 1995 mu jeho německé občanství bylo znovu prodlouženo (za současného podržení občanství českého). Ale Egonovo dětství a mládí bylo ovlivněno zařazením rodiny Urmannů do kategorie „československých občanů německé národnosti“.

### Přesun místo odsunu
V roce 1946 byla na základě Benešových dekretů vyvlastněna a z pohraničí odsunuta část německého obyvatelstva, ale do odsunu nebyla zařazena část sklářských odborníků, což ve sklářské osadě Lenora reprezentovalo asi 200 osob německé národnosti (tj. čtvrtinu tehdejších obyvatel). (Sklářská osada Lenora měla tehdy asi 800 obyvatel.)
Poválečného odsunu německého obyvatelstva byla rodina Urmannů sice ušetřena, ale 2. října 1947 byla nuceně přetransportována do vnitrozemí do sklárny ve Včelničce u Kamenice nad Lipou. Tam byly sestěhovány ještě další čtyři sklářské rodiny. Důvod byl jasný: Sklárny v celém Československu potřebovaly pro svůj chod dobré a zkušené skláře s profesionálními schopnostmi (bez ohledu na to, že to byli Češi nebo Němci). Egonův otec tam musel pracovat v místní sklárně.
V roce 1949 zasáhla sklárnu ve Včelničce povodeň, poškodila ji, provoz byl zavřen a Urmannům byl povolen (v roce 1949) návrat do Lenory s tím, že se do Včelničky vrátí po obnovení sklářského provozu, k čemuž ale již nedošlo. První oficiální žádost rodiny Urmannů o vycestování do Německa byla zamítnuta. (Rodina se marně několikrát pokoušela dostat od československých úřadů oficiální povolení k vystěhování se do Německa.)

### Vzdělání a první zaměstnání
Egon Urmann absolvoval od roku 1951 „Národní“ školu v Lenoře a od roku 1956 pak navštěvoval „osmiletou střední“ školu ve Volarech. V roce 1953 mu bylo přiznáno československé občanství a ve školním roce 1959/1960 absolvoval jednoletou nástavbu nutnou pro dosažení středoškolského vzdělání zakončeného maturitou.
Egon Urmann nemohl vzhledem ke svému původu dále studovat a tak se nakonec po škole v roce 1960 rozhodl vyučit se automechanikem u ČSAD Prachatice a poté tam pracoval jako automechanik.

### Dům v Českých Žlebech u Lenory

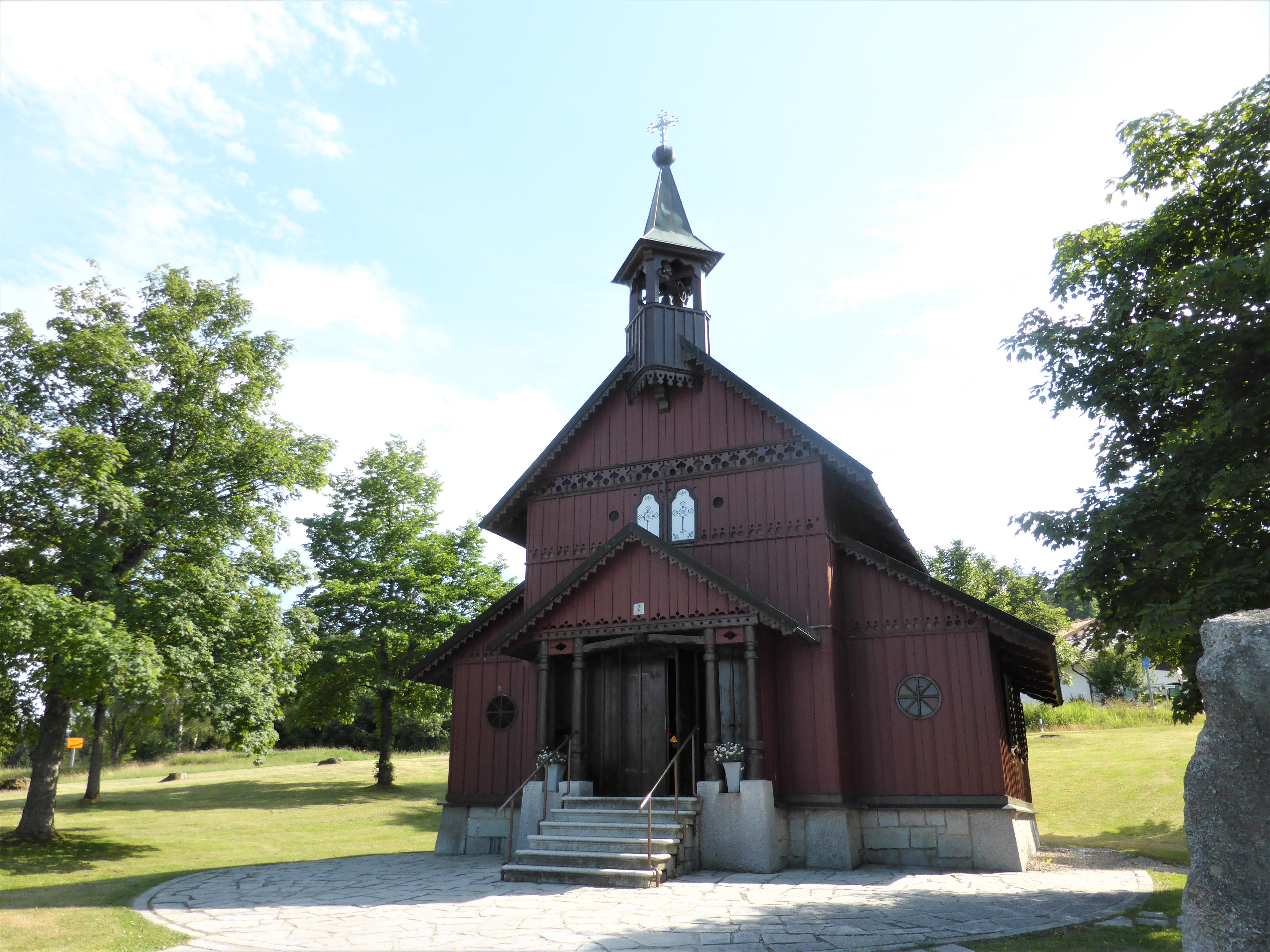
Replika Stožecké kaple (Tussetkapelle) v bavorském Philippsreutu, na jejíž realizaci se Egon Urmann v roce 1983 podílel

Původní dům rodiny Urmannů v Českých Žlebech u Lenory, zdevastovaný novým přistěhovalcem a v pokročilém havarijním stavu, se rodině podařilo po několika letech v roce 1966 odkoupit a postupně během následujících patnácti let „zrekonstruovat“ (tj. přestavět, resp. znovu vystavět). V roce 1966 se Egon Urmann oženil s Miroslavou Strakovou z Brna. V následujícím roce změnil zaměstnání a jako automechanik pracoval od roku 1967 pro Jihočeské dřevařské závody ve Volarech. V témže roce (1967) se manželům Urmannovým narodil syn Leopold. O čtyři roky později (1971) pak přišla na svět i jejich dcera Renate. Do stavby vlastního domu se pustil v roce 1982 a dokončil jej v roce 1984. V roce 1983 pomáhal při výstavbě repliky Stožecké kaple (Tussetkapelle) v bavorském Philippsreutu. Rok před pádem totalitního režimu v Československu zemřel v roce 1988 Egonův otec.

### Po sametové revoluci
Egon Urmann je plně dvojjazyčný: ovládá plynně a bez přízvuku jak český jazyk, tak i bavorskou němčinu (bairisch). Po sametové revoluci v Československu (v listopadu 1989) se Egon Urmann stal po roce 1990 průvodcem cizinců při poznávacích zájezdech "Begegnungen mit Böhmen" (tj. "Setkání s Čechami") a také vykonával funkci zprostředkovatele při setkáních s někdejšími německými obyvateli Lenory, Horní Vltavice a Českých Žlebů.
Díky svému německému státnímu občanství (a znalosti němčiny) mohl (coby vyučený automechanik) po roce 1991 pracovat jako dělník ve výrobě obytných přívěsů firmy Knaus v bavorském Jandelsbrunnu s kompetencí pro české spolupracovníky. V roce 1992 zemřela jeho matka Hermina.

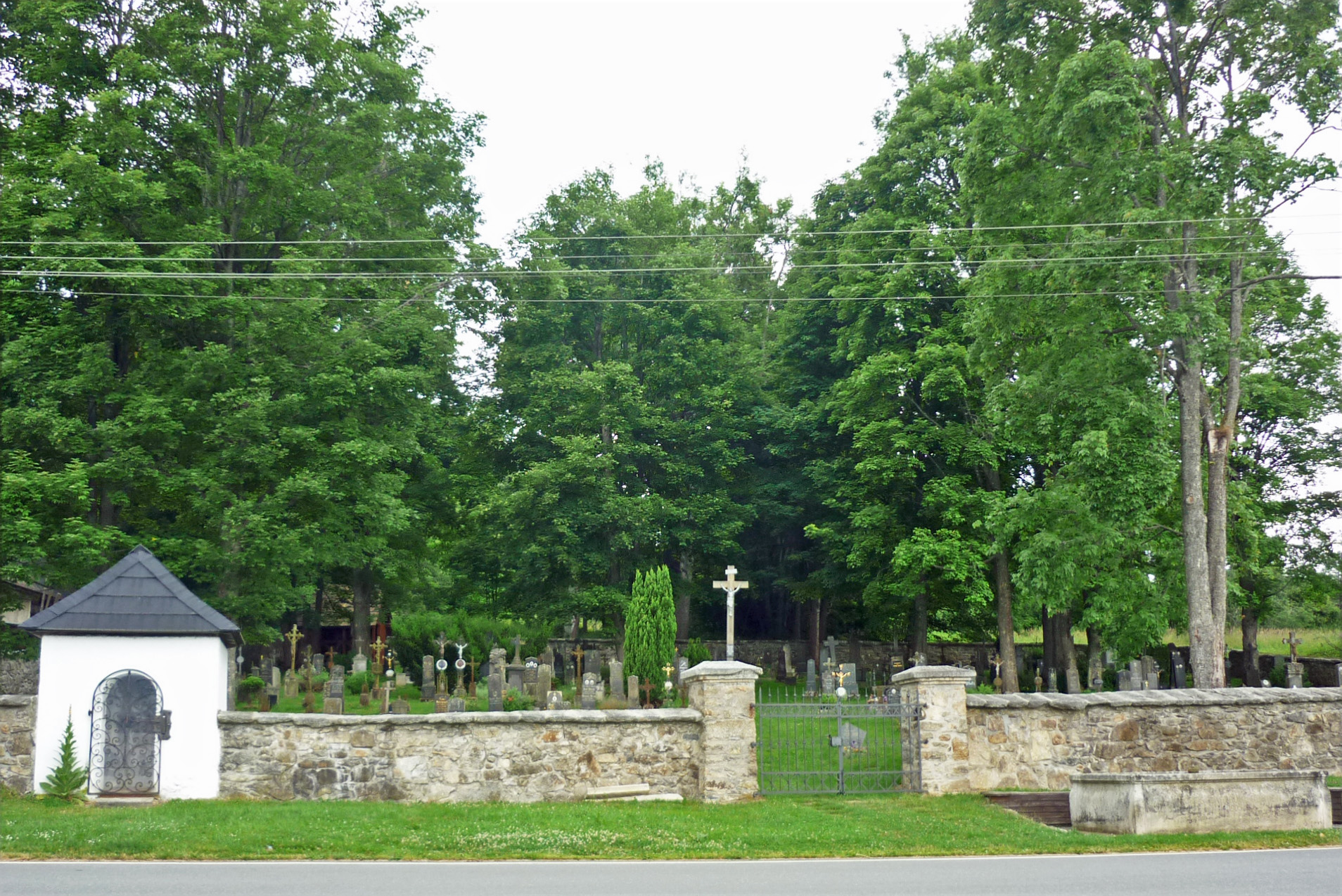
Hřbitov v Českých Žlebech na jehož obnově od roku 1996 Egon Urmann spolupracoval

Od roku 1996 spolupracuje při obnově hřbitova v Českých Žlebech. V lednu 2007 odešel do předčasného starobního důchodu a stal se místním průvodcem cizinců při Národním parku Šumava (NP Šumava).

### Záliby
Mezi jeho záliby patří turistika a od roku 1970 včelaření (má vazby jak na česká tak i německá včelařská sdružení). Od roku 1975 se věnuje intenzivně amatérskému rýžování zlata. Začal v šumavských potůčcích a říčkách, pořádá o tomto tématu přednášky s praktickými ukázkami a dokonce se zúčastňuje i mezinárodních soutěží hledačů zlata (byl i na soutěži v Kanadě). Dalším jeho koníčkem je studium historie, která souvisí s dějinami střední Evropy s důrazem na česko-německé vztahy s praktickou orientací na akce podporující přátelské soužití a spolupráci mezi Čechy a Němci především v Pošumaví. Je pamětníkem, který posluchačům na besedách rád vypráví řadu zajímavých příhod svých rodičů, příbuzných a sousedů z období konce druhé světové války a krátce po jejím skončení.
Egon Urmann vždy zdůrazňuje: „Nejsem Čech a nejsem Němec – Jsem Bém, Šumavák“. Po pádu železné opony se stal důležitým diplomatem a zprostředkovatelem dialogu a kooperace mezi Němci a Čechy, osobností usilující o spojování dvou národů, které se zásadně liší jen při povrchním pohledu a jejichž nepřátelství vzklíčilo z hořké historické minulosti.

Ukázka rýžování zlata
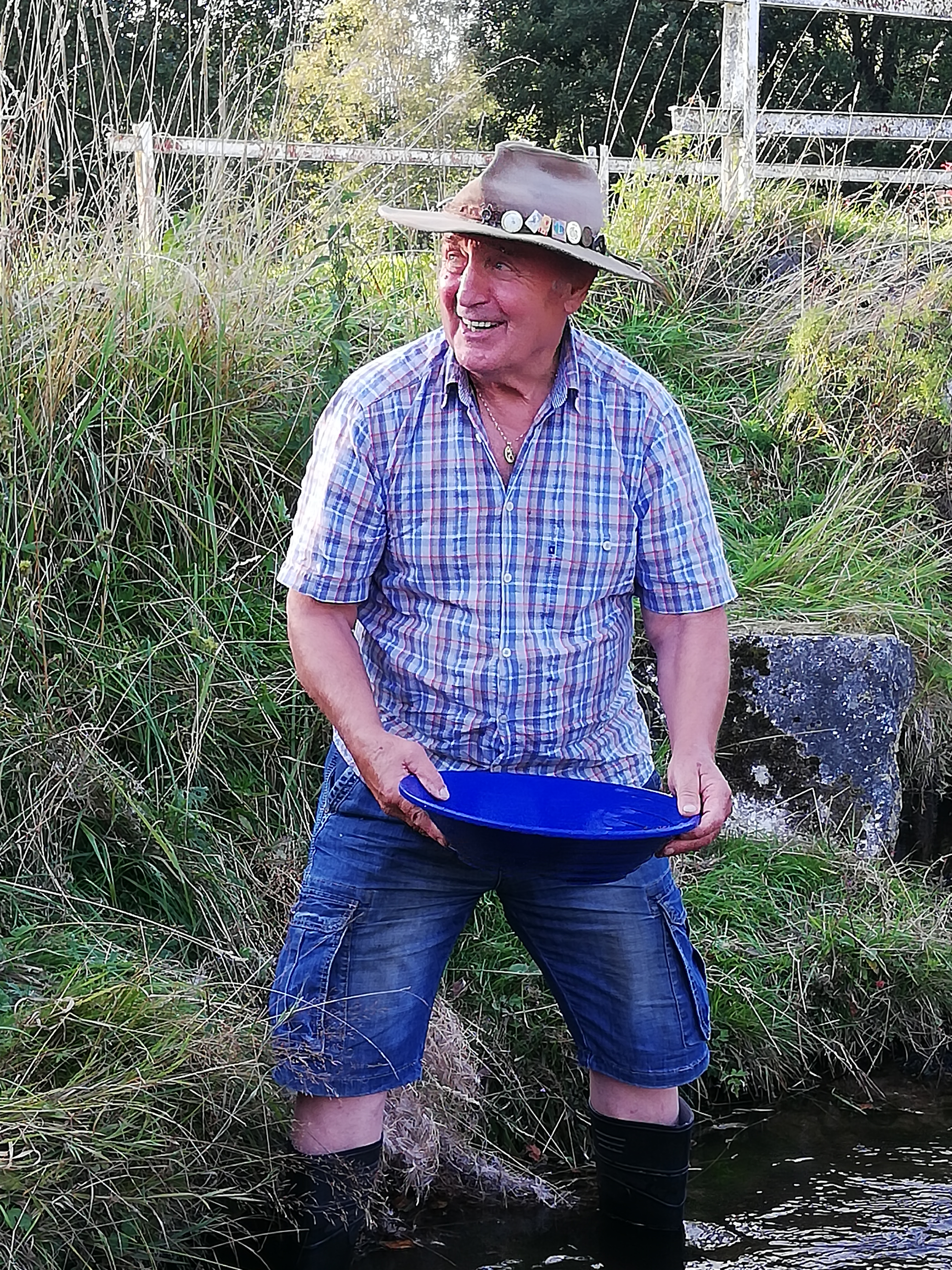
Egon Urmann demonstruje rýžování zlata na testovacím vzorku písku
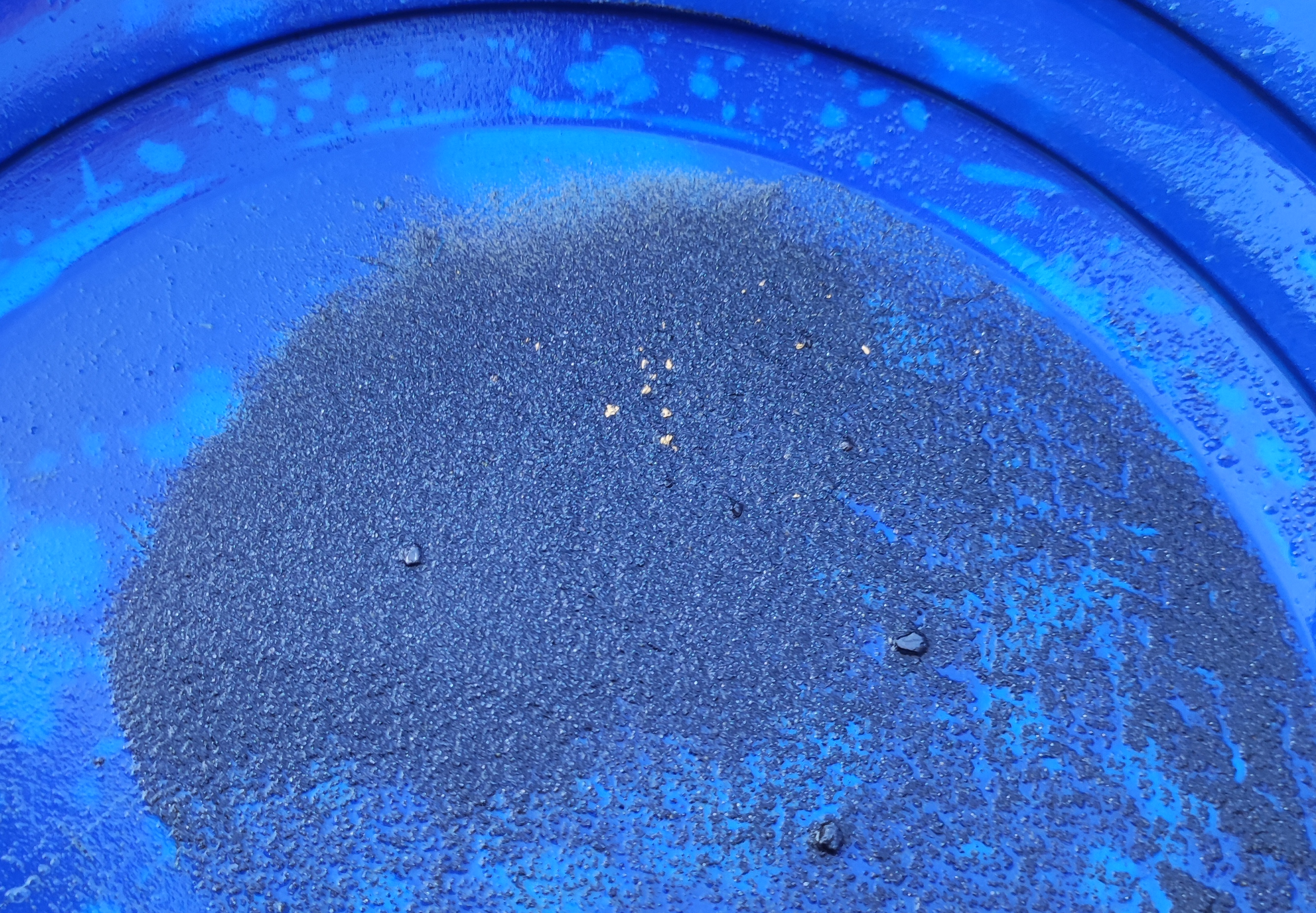
Šupinky pravého zlata v testovacím vzorku písku v rýžovací pánvi
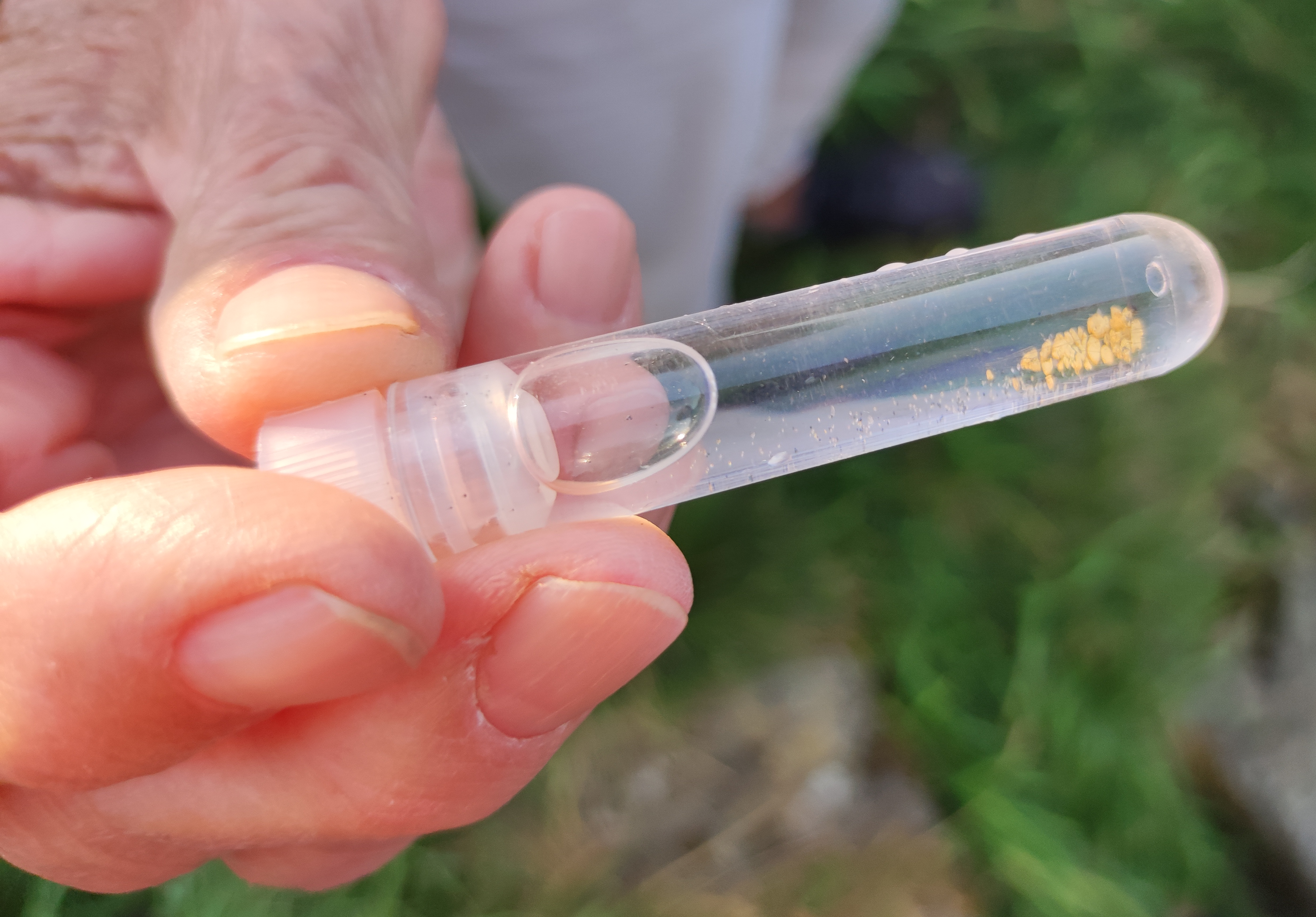
Vyrýžované zlaté šupinky přenesené z rýžovací pánve do zkumavky s vodou

## Tady jsem doma
Období let 1945 až 2007 v životopisném klidném vyprávění Egona Urmanna z Lenory zachytila spisovatelka Elfriede Fink, manželka německého vlastivědného publicisty a spisovatele (původním povoláním strojního inženýra) Reinholda Finka (* 12.09.1952), v téměř dvousetstránkové knize Do bin i dahoam („Tady jsem doma“; s podtitulem: Der Böhmerwäldler Egon Urmann erzählt über das Leben in Böhmen von 1945 bis 2007; Egon Urmann ze Šumavy vypráví o životě v Čechách v letech 1945-2007), kterou v roce 2007 vydalo (v německém jazyce) nakladatelství Ohetaler Verlag Riedlhütte.